# بیرلیک (آلماتی)
بیرلیک (به قزاقی: Birlik) یک منطقهٔ مسکونی در قزاقستان است که در شهرستان تلگر واقع شده‌است. بیرلیک ۹۰۰ متر بالاتر از سطح دریا واقع شده‌است.